# Huștînka, Borșciv
Huștînka (în ucraineană Гуштинка) este un sat în comuna Ivankiv din raionul Borșciv, regiunea Ternopil, Ucraina.

## Demografie
Componența lingvistică a localității Huștînka
     Ucraineană (99,76%)
     Alte limbi (0,24%)
Conform recensământului din 2001, majoritatea populației localității Huștînka era vorbitoare de ucraineană (99,76%), existând în minoritate și vorbitori de alte limbi.